# Карел Роден
Карел Ро́ден (чеськ. Karel Roden; нар. 18 травня 1962, Ческе-Будеєвіце, Чехословаччина) — чеський актор театру і кіно, з 2001 року — голлівудський кіноактор. Володар престижної чеської кінонагороди «Чеський лев» у номінації «Найкраща чоловіча роль» (2008, 2017).

## Фільмографія

### Відеоігри
| Рік  | Назва               | Роль                                      |
| ---- | ------------------- | ----------------------------------------- |
| 2008 | Grand Theft Auto IV | Міхаіл Фаустін / Вейд «The Fixer» Джонсон |